# كأس إسكتلندا 1882–83
كأس اسكتلندا 1882–83 (بالإنجليزية: 1882–83 Scottish Cup)‏ هو موسم من كأس اسكتلندا. كان عدد الأندية المشاركة فيه  125.